# Geothlypis auricularis
La golagialla dalle redini (Geothlypis auricularis Salvin, 1883) è un uccello della famiglia dei Parulidi originario delle regioni occidentali di Ecuador e Perù. In alcune classificazioni, è considerata una sottospecie della golagialla mascherata. In tal caso è nota con il nome di Geothlypis aequinoctialis auricularis.

## Tassonomia
Se ne riconoscono due sottospecie:
- G. a. auricularis Salvin, 1883 - Ecuador occidentale e Perù nord-occidentale;
- G. a. peruviana Taczanowski, 1884 - Perù settentrionale.

## Descrizione
La golagialla dalle redini ha regioni superiori di colore giallo-verde, regioni inferiori giallo brillanti, e becco prevalentemente nero. Il maschio adulto ha la maschera nera ristretta all'area compresa tra il becco e l'occhio e a una fascia sottile sulla fronte. La femmina è simile, ma è priva della maschera nera. Ha una colorazione più spenta, presenta una quantità variabile di grigio sulla testa (spesso praticamente nulla), un anello oculare giallastro e una striscia giallastra che va dal becco all'occhio. La sottospecie G. a. peruviana, diffusa nella valle del Marañón, ha dimensioni simili alla golagialla mascherata, ma G. a. auricularis è notevolmente più piccola.
Questa specie si distingue facilmente dalle golagialla comuni svernanti per le regioni inferiori di un colore giallo uniforme, mentre la specie nordamericana ha l'addome bianco.

## Distribuzione e habitat
La golagialla dalle redini è diffusa nell'Ecuador occidentale e nel Perù occidentale.

## Biologia
L'habitat di nidificazione è costituito da paludi e da altre aree umide con una bassa vegetazione fitta. La golagialla dalle redini può anche essere rinvenuta in altre aree con una fitta boscaglia, ma è meno comune in habitat più aridi. La femmina depone due uova con macchioline bruno-rossastre in un nido a coppa imbottito posto in basso tra l'erba o tra la vegetazione palustre.
La golagialla dalle redini viene solitamente avvistata in coppie, e non si associa ad altre specie. Ha spesso abitudini furtive, ma occasionalmente può spingersi allo scoperto, specialmente per cantare. Si nutre di insetti, bruchi compresi, che vengono di solito catturati tra la fitta vegetazione. Il canto è costituito da un allegro wee wee wee weeyou weeyou. Il richiamo è costituito da un veloce chiacchiericcio, piuttosto dissimile da quello delle altre specie di golagialla, e da un acuto chip più tipico.